# Aksdal
Aksdal è un centro abitato della Norvegia, situato nella municipalità di Tysvær, nella contea di Rogaland. È il centro amministrativo del comune.
Aksdal si trova circa 13 km a est della città di Haugesund sulla riva settentrionale del lago Aksdalsvatnet in corrispondenza della congiunzione fra la Strada europea E134 e la Strada europea E39.
Oltre al municipio vi si trovano la chiesa, edificata nel 1995, il centro culturale con biblioteca, sala cinema e concerti e la piscina. 
Ad Aksdal si trova una statua del pittore Lars Hertervig nato nel comune.